# Club Deportivo Defensor José María Arguedas
El Club Deportivo Defensor José María Arguedas es un club de fútbol del Perú de la provincia de Andahuaylas, en el departamento de Apurímac. Fue fundado en noviembre del 2023 y desde 2025 participa en la Liga 3, la tercera categoría del fútbol peruano.

## Historia

### 2024: El ascenso a Liga 3
Tras su fundación en el 2023 el equipo de Andahuaylas tuvo una buena performance en la Etapa Distrital del distrito homónimo, donde logró ser campeón pese a no haber jugado el torneo de ascenso del año anterior. Posterior a ello, el club poeta quedó segundo en la liguilla final de la Etapa Provincial, asegurando así el subcampeonato provincial.
En la Etapa Departamental, el club Defensor José María Arguedas obtuvo el subcampeonato de Apurímac, tras una polémica clasificación. Inicialmente, el equipo no logró avanzar directamente, pero un fallo arbitral eliminó al Deportivo La Florida, permitiendo que tanto el Defensor José María Arguedas como el Cultural Huancarama disputaran un repechaje. En duelos de ida y vuelta, el primero se impuso, asegurando así su pase a la Etapa Nacional de la Copa Perú 2024.
En la Etapa Nacional, el club superó la primera fase y se ubicaron en el segundo puesto de la clasificación general. En los dieciseisavos de final, enfrentaron al Juventud Santo Domingo y en el partido de ida, perdieron por la mínima diferencia. Sin embargo, en el partido de vuelta, ganaron con un 1-0, pasando a los penales, donde perdieron en penales 2 a 3. A pesar de la eliminación, el equipo aseguró su clasificación a la Liga 3 2025, al haber obtenido un mejor resultado que el Club Miguel Grau de Deportes, club de la misma liga departamental en la Copa Perú.

## Datos del club
- Temporadas en Primera División: 0.
- Temporadas en Segunda División: 0.
- Temporadas en Tercera División: 1 (2025 - Act.).
- Mayor goleada conseguida:
  - En campeonatos nacionales de local: Defensor José María Arguedas 4:0 Cienciano II (7 de junio de 2025), Defensor José María Arguedas 4:0 FCR San Antonio (15 de junio de 2025).
  - En campeonatos nacionales de visita: FCR San Antonio 0:4 Defensor José María Arguedas (27 de abril de 2025).
- Mayor goleada recibida:
  - En campeonatos nacionales de local: .
  - En campeonatos nacionales de visita: .

## Estadio
Si bien el club jugó de local en el Estadio Los Chankas, un imponente recinto deportivo situado a una altitud de 2926 m s. n. m. en la ciudad de Andahuaylas. Este desarrolla sus partidos de local en el Estadio Municipal de Talavera para sus duelos de Liga 3.

## Palmarés

### Torneos regionales
| Competición regional                 | Títulos | Subcampeonatos |
| ------------------------------------ | ------- | -------------- |
| Liga Departamental de Apurímac (0/1) |         | 2024           |
| Liga Provincial de Andahuaylas (0/1) |         | 2024           |
| Liga Distrital de Andahuaylas (1/0)  | 2024    |                |